# Teorema da equipartição

Figura 1. Movimento térmico de um peptídeo em alfa-hélice. O movimento vibratório é aleatório e complexo, e a energia de um átomo em particular pode flutuar de maneira ampla. No entanto, o teorema da equipartição permite que se possa calcular a energia cinética média de cada átomo, como também as energias potenciais médias de muitos modos vibratórios. As esferas cinzentas, vermelhas e azuis representam átomos de carbono, oxigénio e nitrogénio, respectivamente; as esferas brancas menores representam átomos de hidrogénio.

Em mecânica estatística clássica, o teorema da equipartição é uma fórmula geral que relaciona a temperatura de um sistema com a sua energia média. O teorema da equipartição é também conhecido como lei da equipartição, equipartição de energia ou simplesmente equipartição. A ideia central da equipartição é a de que, em equilíbrio térmico, a energia é partilhada de maneira igual entre as suas várias formas. Por exemplo, a energia cinética média no movimento translacional de uma molécula deve ser igual à energia cinética média do seu movimento rotacional.
Da aplicação do teorema da equipartição surgem predições quantitativas. Tal como no teorema do virial, dá as energias cinética e potencial totais do sistema a uma dada temperatura, a partir da qual é possível calcular a capacidade térmica do sistema. No entanto, a equipartição também dá os valores médios dos componentes individuais da energia, tal como a energia cinética de uma partícula específica ou a energia potencial de uma única mola. Por exemplo, prediz que cada molécula num gás perfeito possui uma energia cinética média com um valor de (3/2)kBT, em equilíbrio térmico, onde kB é a constante de Boltzmann e T é a temperatura. De uma maneira mais geral, o teorema pode ser aplicado a qualquer sistema físico clássico em equilíbrio termodinâmico, não importando o seu grau de complexidade. O teorema pode ser utilizado para derivar a lei dos gases ideais e a lei de Dulong-Petit para os calores específicos dos sólidos. Também pode ser utilizado para prever as propriedades das estrelas, até mesmo de anãs brancas e estrelas de neutrões, dado que a sua validade se estende a situações em que efeitos relativistas são considerados.
Apesar de o teorema da equipartição proporcionar predições muito precisas em certas circunstâncias, isto não é assim quando os efeitos quânticos são significativos, nomeadamente quando estão em causa temperaturas suficientemente baixas. A equipartição é válida somente quando a energia térmica kBT é muito maior que o espaçamento entre os níveis de energia quânticos.  Quando a energia térmica é menor que o espaçamento entre níveis de energia quânticos, num grau de liberdade específico, a energia média e a capacidade térmica deste grau de liberdade são menores que os valores preditos pela equipartição. Diz-se que tal grau de liberdade está "congelado". Por exemplo, o calor específico de um sólido diminui a baixas temperaturas dado que vários tipos de movimentos se congelam em vez de permanecerem constantes como prevê a equipartição. Estas reduções nos calores específicos foram dos primeiros sinais notados pelos físicos do século XIX no sentido de que a física clássica estaria incorrecta e que era necessário avançar no desenvolvimento de novas teorias físicas. Juntamente com outras evidências, a falha da equipartição no campo da radiação electromagnética — também conhecida como catástrofe ultravioleta — induziu Albert Einstein a sugerir que a luz estava quantizada em fotões, uma hipótese revolucionária que incentivou o desenvolvimento da mecânica quântica e da teoria quântica de campos.

## Conceito básico e exemplos simples

Figura 2. Funções de densidade de probabilidade da velocidade molecular de quatro gases nobres a uma temperatura de 298,15 K (25 °C). Os quatro gases são hélio (^{4}He), néon (^{20}Ne), argon (^{40}Ar) y xénon (^{132}Xe); os subíndices indicam os seus números de massa. Estas funções de densidade de probabilidade têm dimensões de probabilidade vezes o inverso da velocidade; dado que a probabilidade é adimensional, as mesmas expressam-se em unidades de segundos por metro.

A palavra "equipartição" significa "partilha por igual", derivando do latim equi da primeira parte da palavra, æquus ("igual ou plano"), e "partição" da segunda parte da palavra, partitionem ("divisão, parte").
O conceito original da equipartição era a de que a energia cinética total de um sistema é compartilhada em partes iguais entre todas as partes independentes, em média, uma vez o sistema houvesse alcançado o equilíbrio térmico. A equipartição também faz predições quantitativas de ditas energias. Por exemplo, prediz que cada átomo de um gás nobre, em equilíbrio térmico à temperatura T, possui uma energia cinética translacional média de (3/2)kBT, onde kB é a constante de Boltzmann. Portanto, para uma mesma temperatura, os átomos mais pesados do xenón terão uma velocidade média menor que a dos átomos de hélio, que são mais leves. A Figura 2 mostra a distribuição de Maxwell-Boltzmann para as velocidades dos átomos nos quatro gases nobres.
É importante destacar neste exemplo, que a energia cinética depende de forma quadrática em relação à velocidade. O teorema da equipartição mostra que, em equilíbrio térmico, todo o grau de liberdade (como por exemplo, uma componente da posição ou velocidade de una partícula) que possui somente uma dependência quadrática na energia possui uma energia média de ½kBT e portanto contribui ½kB para a capacidade térmica do sistema. Isto possui numerosas aplicações.

### Energia de translação e gases ideais
A energia cinética (newtoniana ou clássica) de uma partícula de massa m e velocidade v é dada pela expressão:
{\displaystyle H^{\mathrm {kin} }={\tfrac {1}{2}}m|\mathbf {v} |^{2}={\tfrac {1}{2}}m\left(v_{x}^{2}+v_{y}^{2}+v_{z}^{2}\right),}
onde vx, vy e vz são as componentes cartesianas da velocidade v. H é o hamiltoniano, e portanto será utilizado como símbolo da energia dado que a mecânica de Hamilton desempenha um papel destacado na forma mais geral do teorema da equipartição.
Como a energia cinética é quadrática nos componentes da velocidade, por equipartição destas três componentes, cada uma contribui com ½kBT para a energia cinética média em equilíbrio térmico. Portanto, a energia cinética da partícula é (3/2)kBT, como no caso do exemplo dos gases nobres discutido previamente.
De forma mais geral, num gás ideal, a energia total consiste exclusivamente de energia cinética de translação: já que se assume que as partículas não possuem graus internos de liberdade e se movem de forma independente umas das outras. A equipartição portanto prediz que a energia total média de um gás ideal com N partículas é (3/2) N kBT.
Portanto, a capacidade térmica de um gás é (3/2) N kB e a capacidade térmica de um mol de partículas de dito gás é (3/2)NAkB=(3/2)R, onde NA é o número de Avogadro e R é a constante universal dos gases perfeitos. Como R ≈ 2 cal/(mol·K), a equipartição prediz que a capacidade térmica molar de um gás ideal é aproximadamente 3 cal/(mol·K). Esta predição foi confirmada experimentalmente.
A energia cinética média também permite calcular a raiz da velocidade quadrática média vrms das partículas de gás, como:
{\displaystyle v_{\mathrm {rms} }={\sqrt {\langle v^{2}\rangle }}={\sqrt {\frac {3k_{B}T}{m}}}={\sqrt {\frac {3RT}{M}}},}
onde M = NAm é a massa de um mol de partículas de gás. Este resultado é muito útil para aplicações tais como a Lei de Graham de efusão, da qual se deriva um método para enriquecer Urânio.

### Energia rotacional e agitação molecular em solução
Um exemplo similar é o do caso de uma molécula que roda e cujos  momentos de inercia principais são I1, I2 e I3. A energia rotacional de dita molécula é dada por:
{\displaystyle H^{\mathrm {rot} }={\tfrac {1}{2}}(I_{1}\omega _{1}^{2}+I_{2}\omega _{2}^{2}+I_{3}\omega _{3}^{2}),}
onde ω1, ω2, e ω3 são os componentes da velocidade angular. Seguindo um raciocínio similar ao utilizado no caso da translacção, a equipartição implica que, em equilíbrio térmico, a energia média de rotação de cada partícula é (3/2)kBT. De forma similar, o teorema da equipartição permite calcular a velocidade angular média (mais precisamente, a raiz média quadrática) das moléculas.
A rotação das moléculas rígidas — ou seja, as rotações aleatórias de moléculas em solução — joga um papel de destaque nas relaxações observadas por meio de ressonância magnética nuclear, particularmente por ressonância magnética nuclear de proteínas e por acoplamento dipolar residual. A difusão rotacional pode também ser observada mediante outras técnicas biofísicas tais como a anisotropia fluorescente, a birrefringência de fluxo e a espectroscopia dieléctrica.

### Energia potencial e osciladores harmónicos
A equipartição aplica-se tanto à energia potencial com à energia cinética. Exemplo importante disto são os osciladores harmónicos tais como as molas, que possuem una energia potencial quadrática:
{\displaystyle H^{\mathrm {pot} }={\tfrac {1}{2}}aq^{2},\,}
onde a constante a descreve a rigidez da mola e q é o desvio em relação ao equilíbrio. Se dito sistema unidimensional possui uma massa m, então a sua energia cinética Hkin é ½mv² = p²/2m, com v e p = mv a velocidade e o momento do oscilador, respectivamente. Combinando estes termos obtém-se a energia total:
{\displaystyle H=H^{\mathrm {kin} }+H^{\mathrm {pot} }={\frac {p^{2}}{2m}}+{\frac {1}{2}}aq^{2}.}
Deste modo, a equipartição implica que, em equilíbrio térmico, o oscilador possui uma energia média:
{\displaystyle \langle H\rangle =\langle H^{\mathrm {kin} }\rangle +\langle H^{\mathrm {pot} }\rangle ={\tfrac {1}{2}}k_{B}T+{\tfrac {1}{2}}k_{B}T=k_{B}T,}
onde os colchetes angulares {\displaystyle \left\langle \ldots \right\rangle } representam a média da quantidade contida entre eles.
Este resultado é válido para todo o tipo de osciladores harmónicos, como por exemplo num pêndulo, numa molécula que vibra ou num oscilador electrónico passivo. Existem numerosos sistemas que contêm este tipo de osciladores; mediante a equipartição, cada um destes osciladores recebe uma energia média total kBT e portanto contribui kB para a capacidade térmica do sistema. Esta última relação pode ser usada para obter a fórmula para o ruído de Johnson–Nyquist ou "ruído térmico" e a Lei de Dulong-Petit para a capacidade térmica molar dos sólidos. Esta última aplicação foi especialmente relevante na história da equipartição.

### Capacidade térmica dos sólidos

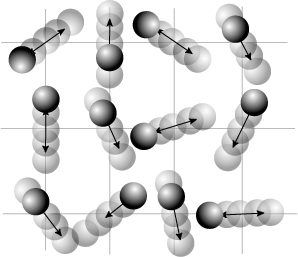
Figura 3. Os átomos numa rede cristalina podem vibrar em redor das suas posições de equilíbrio na rede. Estas vibrações, em grande medida representam a capacidade térmica dos dielétricos cristalinos; com os electrões metálicos também contribuindo para a capacidade térmica.

Uma aplicação importante do teorema da equipartição é o do cálculo da capacidade térmica de um sólido cristalino. Cada átomo neste tipo de sólido pode oscilar em três direcções independentes, pelo que se pode pensar o sólido como sendo um sistema de 3N osciladores harmónicos simples independentes, onde N é o número de átomos na rede. Dado que cada oscilador harmónico possui uma energia média kBT, a energia total média do sólido é 3NkBT, e a sua capacidade térmica é 3NkB.
Tomando o número de Avogadro NA, e utilizando a relação R = NAkB entre a constante dos gases R e a constante de  Boltzmann kB, encontra-se uma explicação para a lei de Dulong-Petit relativa às capacidades térmicas molares dos sólidos, que estabelece que a capacidade térmica por mol de átomos na rede é 3R ≈ 6 cal/(mol·K).
No entanto, esta lei não reproduz os dados experimentais a baixas temperaturas, devido à presença de efeitos quânticos; também é inconsistente com a terceira lei da termodinâmica, de acordo com a qual a capacidade térmica molar de qualquer substância deve tender a zero quando a temperatura se aproxima do zero absoluto.  Uma teoria mais precisa, que incorpora efeitos quânticos, foi desenvolvida por Albert Einstein (1907) e Peter Debye (1911).
É possível representar outros numerosos sistemas físicos como conjuntos de osciladores acoplados. Os movimentos destes osciladores pode-se decompor em modos normais, similares aos modos de vibração de uma corda de piano ou das ressonâncias de um tubo de órgão. Por outra lado, a equipartição muitas vezes não funciona em ditos sistemas, porque não existe intercâmbio de energia entre os modos normais. Num caso extremo, os modos são independentes e portanto as suas energias se conservam de forma independente. Isto mostra que algum tipo de mistura de energias, chamada ergodicidade, é importante para que seja válida a lei da equipartição.

### Sedimentação de partículas
A energia potencial nem sempre possui uma dependência quadrática em relação à posição. No entanto, o teorema da equipartição também demonstra que se um grau de liberdade x contribui somente em uma fracção xs (para um número real fixo s) para a energia, então a energia média em equilíbrio térmico dessa parte é kBT/s.
Esta extensão possui uma aplicação no estudo de sedimentação de partículas sob acção da força de gravidade.  Por exemplo, o enevoado que por vezes é observado na cerveja pode ser causada por aglutinações de proteínas que dispersam a luz. Como decorrer do tempo, estas aglutinações deslocam-se para baixo por efeito da força da gravidade, produzindo um aumento do enevoamento próximo da zona inferior do recipiente comparado com a zona superior. No entanto, mediante um processo que opera em direcção contrária, as partículas também  difundem em sentido ascendente, em direcção à parte superior do recipiente. Uma vez alcançado o equilíbrio, o teorema da equipartição pode ser utilizado para determinar a posição média de una aglutinação particular de massa flutuante mb.  Para o caso de uma garrafa de cerveja de altura infinita, a energia potencial gravitacional é:
{\displaystyle H^{\mathrm {grav} }=m_{b}gz\,,}
onde z é a altura da aglutinação de proteínas na garrafa e g é a aceleração da gravidade.  Dado que s=1, a energia potencial média de um aglutinação de proteínas é kBT. Portanto, uma aglutinação de proteínas com uma massa flutuante de 10 MDa (aproximadamente do tamanho de um vírus) produziria um enevoamento com uma altura média de aproximadamente 2 cm, em equilíbrio. O processo de sedimentação até se estabelecer um equilíbrio é descrito pela equação de Mason-Weaver.

## História
Este artigo utiliza a unidade cal/(mol·K) para o calor específico molar em lugar da do sistema SI, porque permite obter maior precisão em magnitudes de um só dígito.
Para uma conversão aproximada à correspondente unidade SI de J/(mol·K), tais valores devem ser multiplicados por 4,2 J/cal.
A equipartição da energia cinética foi proposta inicialmente em 1843, e de forma mais acabada em 1845, por John James Waterston.
  Em 1859, James Clerk Maxwell postula que a energia cinética calórica de um gás era dividida em partes iguais entre a energia linear e rotacional.  Em 1876, Ludwig Boltzmann expandiu o seu princípio demonstrando que a energia média era repartida em partes iguais entre todas as componentes independentes de movimento de um sistema. Boltzmann aplicou o teorema da equipartição para desenvolver uma explicação teórica da lei de Dulong–Petit sobre a capacidade calorífica específica dos sólidos.

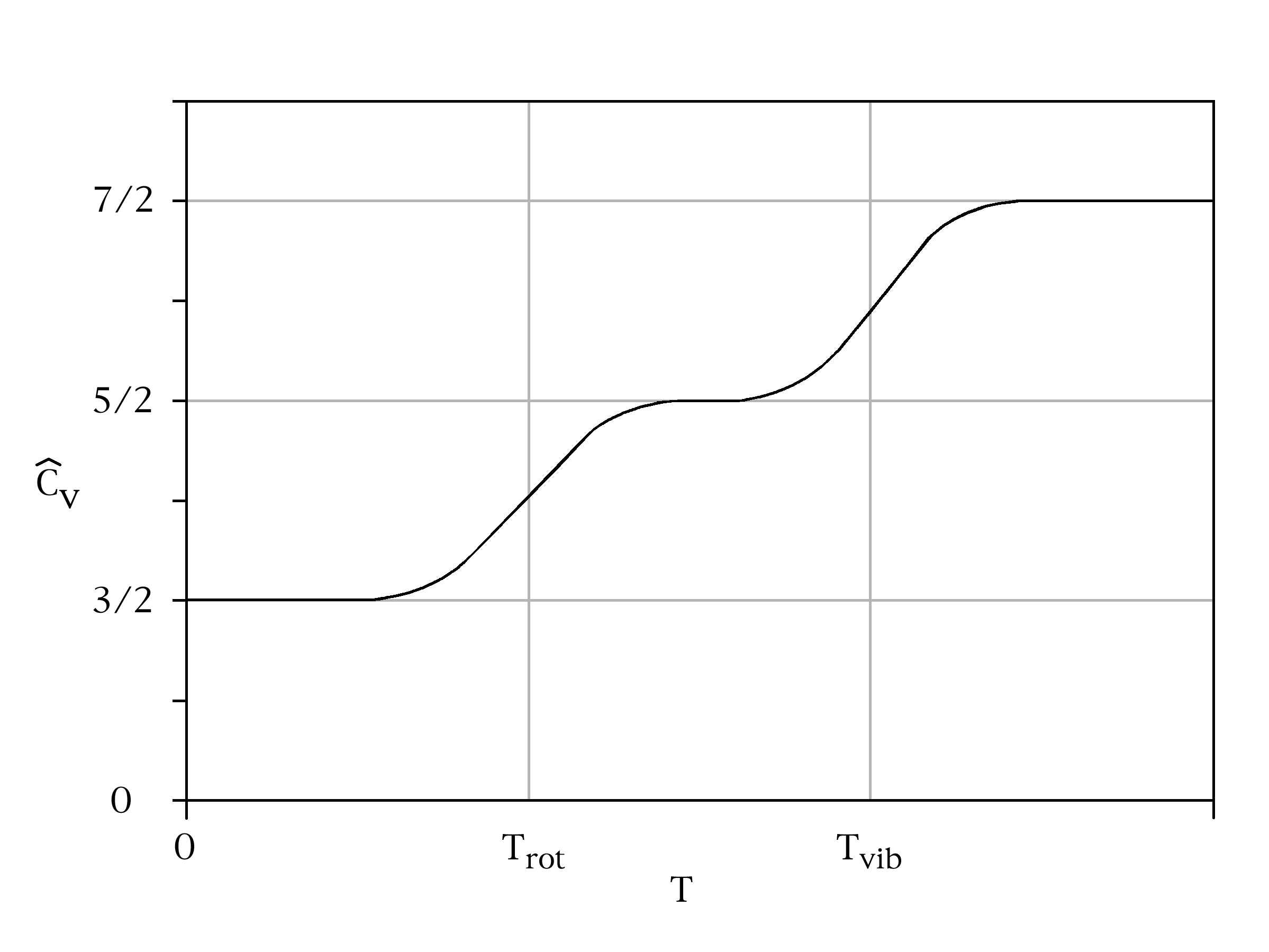
Figura 4. Diagrama esquemático do calor específico molar de um gás diatómico em função da temperatura. Coincide com o valor (7/2)R predito pela equipartição a altas temperaturas (onde R é a constante do gás), mas diminui a (5/2)R e logo a (3/2)R a baixas temperaturas, na medida em que os modos de movimento de vibração e rotação se "congelam". A falha no teorema da equipartição conduziu a um paradoxo que sé pode ser resolvido mediante a mecânica quântica. Para a maioria das moléculas, a temperatura de transição T_{rot} é muito menor que a temperatura ambiente, enquanto que T_{vib} pode ser umas dez vezes maior ou mais. Um exemplo é o monóxido de carbono, CO, para o qual T_{rot} ≈ 2.8 K e T_{vib} ≈ 3103 K. Para moléculas com forças de união entre átomos muito débeis ou muito fortes, T_{vib} pode ser cerca da temperatura ambiente (aproximadamente 300 K); por exemplo, T_{vib} ≈ 308 K para o gás de iodo, I_{2}.

A história do teorema da equipartição está entrelaçada com a da capacidade calorífica molar, ambas foram estudadas durante e século XIX.  Em 1819, os franceses Pierre Louis Dulong e Alexis Thérèse Petit descobrem que os calores específicos molares dos sólidos a temperatura ambiente eram quase idênticos, uns 6 cal/(mol·K). Esta lei foi utilizada por muitos anos como a técnica para medir massa atómica. No entanto, estudos posteriores por James Dewar e Heinrich Friedrich Weber mostraram que a lei de Dulong-Petit só é válida a altas temperaturas; a baixas temperaturas, ou para sólidos excepcionalmente duros tais como o diamante, o calor específico era menor.
Medições experimentais do calor específico dos gases também despertaram dúvidas com respeito à validade do teorema da equipartição. O teorema prediz que a capacidade calorífica molar de gases monoatómicos simples deveria ser de uns 3 cal/(mol·K), enquanto que a de gases diatómicos deveria ser de uns 7 cal/(mol·K).
Esta predição foi confirmada mediante experiências, mas encontrou-se que as capacidades caloríficas molares de gases diatómicos possuem valores próximos a 5 cal/(mol·K), que desce a uns  3 cal/(mol·K) a muito baixas temperaturas. Maxwell observou, em 1875, que a discrepância entre as experiências e o teorema da equipartição era ainda pior que o que sugerem estes valores; dado que os átomos são formados por partículas, seria de esperar que a energia calórica contribui também para aumentar o movimento destas partes internas, fazendo que os calores específicos preditos para gases monoatómicos e diatómicos fossem maiores que  3 cal/(mol·K) e 7 cal/(mol·K), respectivamente.
Uma terceira discrepância é o valor do calor específico dos metais. De acordo com o modelo clássico de Drude, os electrões metálicos comportam-se de forma similar a um gás quase ideal, e portanto deveriam contribuir com (3/2) Ne kB para a  capacidade calorífica segundo o teorema de equipartição, onde Ne é o número de electrões. No entanto, comprovou-se experimentalmente que os electrões contribuem em muito pequena medida para a capacidade calorífica: as capacidades caloríficas de muitos materiais condutores e isolantes são praticamente iguais.
Propuseram-se várias explicações para a falha do teorema da equipartição em reproduzir as capacidades caloríficas molares. Boltzmann defendia o seu teorema da equipartição já que considerava que a sua dedução era correcta, mas era da opinião que talvez os gases não se encontrassem em equilíbrio térmico por causa da sua interacção com o éter. Lord Kelvin sugeriu que a derivação do teorema da equipartição deviam estar incorrectos, uma vez que discordavam com as experiências, mas não soube explicar a causa. Lord Rayleigh, por sua vez, lançou a ideia que o teorema da equipartição e a suposição experimental sobre o equilíbrio térmico eram ambas correctas; para resolver o problema, ele postulou a necessidade de contar com um princípio novo que providenciaria uma "saída da simplicidade destrutiva" do teorema da equipartição. Albert Einstein encontrou dita solução, ao mostrar, em 1907, que estas anomalias no calor específico se deviam a efeitos quânticos, especificamente a quantização de la energia nos modos elásticos do sólido. Einstein utilizou a falha do teorema da equipartição para argumentar sobre a necessidade de contar com uma nova teoria quântica da matéria. As medições experimentais realizadas por Nernst, em 1910, sobre calores específicos a baixas temperaturas serviram de respaldo para a teoria de Einstein, tendo levado à aceitação ampla da teoria quântica entre os físicos.

## Formulação geral do teorema da equipartição
A forma mais geral do teorema da equipartição estabelece que sob suposições adequadas (ver parágrafos subsequentes), um sistema físico com uma função de energia  hamiltoniana H e graus de liberdade xn, satisfaz a seguinte fórmula de equipartição em equilíbrio térmico para todos os índices m e n:
{\displaystyle \!{\Bigl \langle }x_{m}{\frac {\partial H}{\partial x_{n}}}{\Bigr \rangle }=\delta _{mn}k_{B}T.}
Onde δmn é o delta de Kronecker, que toma o valor unitário se m=n e o valor nulo em todos os outros casos. Os parêntesis  {\displaystyle \left\langle \ldots \right\rangle } podem-se referir tanto à média de período prolongado de tempo de um sistema, ou mais comummente, à média do conjunto no espaço de fases. As suposições de ergodicidade que estão implícitas no teorema implicam que estes dois tipos de média coincidem, e portanto, ambos têm sido utilizados para calcular as energias internas de sistemas físicos complexos.
O teorema geral da equipartição vale tanto para o conjunto microcanónico, quando a energia total do sistema é constante, como também para o conjunto canónico, quando o sistema está acoplado a um banho térmico com o qual se dá intercâmbio de energia. A expressão para a fórmula geral é apresentada em secções posteriores deste artigo.
A fórmula geral é equivalente às seguintes expressões:
1. {\displaystyle {\Bigl \langle }x_{n}{\frac {\partial H}{\partial x_{n}}}{\Bigr \rangle }=k_{B}T}   para todo o n.
2. {\displaystyle {\Bigl \langle }x_{m}{\frac {\partial H}{\partial x_{n}}}{\Bigr \rangle }=0}   para todo o m≠n.

Se um grau de liberdade xn aparece somente como um termo quadrático anxn² num hamiltoniano H, então a primeira fórmula implica que:
{\displaystyle k_{B}T={\Bigl \langle }x_{n}{\frac {\partial H}{\partial x_{n}}}{\Bigr \rangle }=2\langle a_{n}x_{n}^{2}\rangle ,}
que é o dobro da contribuição que este grau de liberdade aporta para energia média {\displaystyle \langle H\rangle }. Portanto, o teorema da equipartição para sistemas com energias quadráticas é facilmente dedutível a partir da fórmula geral. Um argumento similar aplica-se às energias de forma anxns, onde o 2 é substituído por s.
Os graus de liberdade xn são coordenadas no espaço de fase do sistema e portanto comummente subdivididas em coordenadas de posição generalizadas qk e coordenadas de momento generalizadas pk, onde pk é o momento conjugado para qk. Neste caso, a fórmula 1 significa que para todo o k,
{\displaystyle {\Bigl \langle }p_{k}{\frac {\partial H}{\partial p_{k}}}{\Bigr \rangle }={\Bigl \langle }q_{k}{\frac {\partial H}{\partial q_{k}}}{\Bigr \rangle }=k_{B}T.}
Utilizando as equações da mecânica hamiltoniana, resultam as seguintes fórmulas:
{\displaystyle {\Bigl \langle }p_{k}{\frac {dq_{k}}{dt}}{\Bigr \rangle }=-{\Bigl \langle }q_{k}{\frac {dp_{k}}{dt}}{\Bigr \rangle }=k_{B}T.}
A fórmula 2 estabelece adicionalmente que as médias
{\displaystyle {\Bigl \langle }q_{j}{\frac {\partial H}{\partial q_{k}}}{\Bigr \rangle },\quad {\Bigl \langle }q_{j}{\frac {\partial H}{\partial p_{k}}}{\Bigr \rangle },\quad {\Bigl \langle }p_{j}{\frac {\partial H}{\partial p_{k}}}{\Bigr \rangle },\quad {\Bigl \langle }p_{j}{\frac {\partial H}{\partial q_{k}}}{\Bigr \rangle },\quad {\Bigl \langle }q_{k}{\frac {\partial H}{\partial p_{k}}}{\Bigr \rangle },}   e   {\displaystyle {\Bigl \langle }p_{k}{\frac {\partial H}{\partial q_{k}}}{\Bigr \rangle }}
são todas zero para j≠k.

### Relação com o teorema do virial
O teorema geral da equipartição é uma extensão do teorema do virial (proposto em 1870), que estabelece que:
{\displaystyle {\Bigl \langle }\sum _{k}q_{k}{\frac {\partial H}{\partial q_{k}}}{\Bigr \rangle }={\Bigl \langle }\sum _{k}p_{k}{\frac {\partial H}{\partial p_{k}}}{\Bigr \rangle }={\Bigl \langle }\sum _{k}p_{k}{\frac {dq_{k}}{dt}}{\Bigr \rangle }=-{\Bigl \langle }\sum _{k}q_{k}{\frac {dp_{k}}{dt}}{\Bigr \rangle },}
onde t é o tempo. Duas diferenças importantes são que o teorema do virial relaciona média somadas em lugar de médias individuais, entre si, e não as associa com a temperatura T.  Outra diferença é que nas derivações tradicionais do teorema do virial utilizam-se médias sobre o tempo, enquanto que aquelas baseadas no teorema da equipartição usam médias sobre o espaço de fase.

## Aplicações

### Lei dos gases ideais
Os gases ideais dão um exemplo importante da aplicação do teorema da equipartição. A fórmula, em dito caso, resulta ser:
{\displaystyle {\begin{aligned}\langle H^{\mathrm {kin} }\rangle &={\frac {1}{2m}}\langle p_{x}^{2}+p_{y}^{2}+p_{z}^{2}\rangle \\&={\frac {1}{2}}{\biggl (}{\Bigl \langle }p_{x}{\frac {\partial H^{\mathrm {kin} }}{\partial p_{x}}}{\Bigr \rangle }+{\Bigl \langle }p_{y}{\frac {\partial H^{\mathrm {kin} }}{\partial p_{y}}}{\Bigr \rangle }+{\Bigl \langle }p_{z}{\frac {\partial H^{\mathrm {kin} }}{\partial p_{z}}}{\Bigr \rangle }{\biggr )}={\frac {3}{2}}k_{B}T\end{aligned}}}
para a energia cinética média de uma partícula, o teorema da equipartição pode ser utilizado para obter a lei dos gases ideais da mecânica clássica. Se q = (qx, qy, qz) e p = (px, py, pz) são os vectores de posição e de momento (quantidade de movimento) de uma partícula do gás, e
F é a força líquida sobre a partícula, então:
{\displaystyle {\begin{aligned}\langle \mathbf {q} \cdot \mathbf {F} \rangle &={\Bigl \langle }q_{x}{\frac {dp_{x}}{dt}}{\Bigr \rangle }+{\Bigl \langle }q_{y}{\frac {dp_{y}}{dt}}{\Bigr \rangle }+{\Bigl \langle }q_{z}{\frac {dp_{z}}{dt}}{\Bigr \rangle }\\&=-{\Bigl \langle }q_{x}{\frac {\partial H}{\partial q_{x}}}{\Bigr \rangle }-{\Bigl \langle }q_{y}{\frac {\partial H}{\partial q_{y}}}{\Bigr \rangle }-{\Bigl \langle }q_{z}{\frac {\partial H}{\partial q_{z}}}{\Bigr \rangle }=-3k_{B}T,\end{aligned}}}
onde a primeira igualdade é a segunda lei de Newton, e a segunda linha utiliza as equações de Hamilton e a fórmula de equipartição. Somando num sistema de N partículas, obtém-se:
{\displaystyle 3Nk_{B}T=-{\biggl \langle }\sum _{k=1}^{N}\mathbf {q} _{k}\cdot \mathbf {F} _{k}{\biggr \rangle }.}

Figura 5. A energia cinética de uma molécula específica pode flutuar de forma ampla, mas o teorema da equipartição permite calcular a sua energia média, considerando a temperatura a que se encontra. O teorema da equipartição também permite deduzir a lei dos gases ideais, uma equação que relaciona a pressão, volume e temperatura do um gás. (Neste diagrama, cinco moléculas são de cor vermelha para permitir seguir o seu movimento, mas tal cor não possui nenhum outro significado.)

Devido à terceira lei de Newton e à  hipótese de gás ideal, a força líquida sobre o sistema é a força exercida pelas paredes do recipiente, e esta força é dada pela pressão  P do gás. Portanto:
{\displaystyle -{\biggl \langle }\sum _{k=1}^{N}\mathbf {q} _{k}\cdot \mathbf {F} _{k}{\biggr \rangle }=P\oint _{\mathrm {superficie} }\mathbf {q} \cdot \mathbf {dS} ,}
onde dS é o elemento infinitesimal de área ao longo das paredes do recipiente. Dado que a divergência do vector posição  q é:
{\displaystyle {\boldsymbol {\nabla }}\cdot \mathbf {q} ={\frac {\partial q_{x}}{\partial q_{x}}}+{\frac {\partial q_{y}}{\partial q_{y}}}+{\frac {\partial q_{z}}{\partial q_{z}}}=3,}
Aplicando o Teorema da Divergência, resulta:
{\displaystyle P\oint _{\mathrm {superficie} }\mathbf {q} \cdot \mathbf {dS} =P\int _{\mathrm {volumen} }\left({\boldsymbol {\nabla }}\cdot \mathbf {q} \right)dV=3PV,}
onde dV é um volume infinitesimal dentro do recipiente e V é o volume total do recipiente.
Agrupando estas igualdades, obtém-se:
{\displaystyle 3Nk_{B}T=-{\biggl \langle }\sum _{k=1}^{N}\mathbf {q} _{k}\cdot \mathbf {F} _{k}{\biggr \rangle }=3PV,}
o qual imediatamente implica a lei dos gases ideais para N partículas:
{\displaystyle PV=Nk_{B}T=nRT,\,}
onde n=N/NA é o número de mol de gás e R=NAkB é a constante do gás.
Apesar de a equipartição providenciar uma simples derivação da lei dos gases ideais e da energia interna, o mesmo resultado pode ser obtido por um método alternativo usando a Função de partição.

### Gases diatómicos
Um gás diatómico pode ser modelado como duas massas, m1 e m2, unidas por uma mola com rigidez a, sistema a que pode dado o nome de  aproximação do rotor rígido/oscilador harmónico. A energia clássica deste sistema é:
{\displaystyle H={\frac {\left|\mathbf {p} _{1}\right|^{2}}{2m_{1}}}+{\frac {\left|\mathbf {p} _{2}\right|^{2}}{2m_{2}}}+{\frac {1}{2}}aq^{2},}
onde p1 e p2 são os momentos dos dois átomos, e q é o desvio em relação ao seu valor de equilíbrio da distância de separação interatómica. Cada grau de liberdade da energia é quadrático e, portanto deve contribuir com ½kBT para a energia total média, e ½kB para a capacidade térmica.  Portanto, o modelo prediz que a capacidade térmica de um gás com N moléculas diatómicas é 7N • ½kB: cada um dos momentos p1 e p2 contribui com três graus de liberdade, e a extensão q contribui com o sétimo. Donde se deduz que a capacidade térmica de um mol de moléculas diatómicas sem outros graus de liberdade adicionais deveria ser (7/2)NAkB=(7/2)R e, portanto, a capacidade térmica predita deveriam ser aproximadamente 7 cal/(mol·K). No entanto, os valores das capacidades térmicas de gases diatómicos,  medidos em laboratório, são aproximadamente 5 cal/(mol·K) e descendo até 3 cal/(mol·K) a muito baixas temperaturas.Eucken, A (1912). «Die Molekularwärme des Wasserstoffs bei tiefen Temperaturen (The molecular specific heat of hydrogen at low temperatures)». Sitzungsberichte der königlichen Preussischen Akademie der Wissenschaften (em alemão). 1912: 141–151</ref> Esta falta de concordância entre a predição do teorema da equipartição e o valor experimental da capacidade térmica molar não pode ser explicada através do uso de um modelo mais complexo da molécula, dado que agregar mais graus de liberdade só poderia aumentar a capacidade térmica predita, e não diminuí-la.  Esta discrepância foi a evidência fundamental para demonstrar a necessidade de desenvolver uma teoria quântica da matéria.

### Gases ideais em casos relativísticos extremos

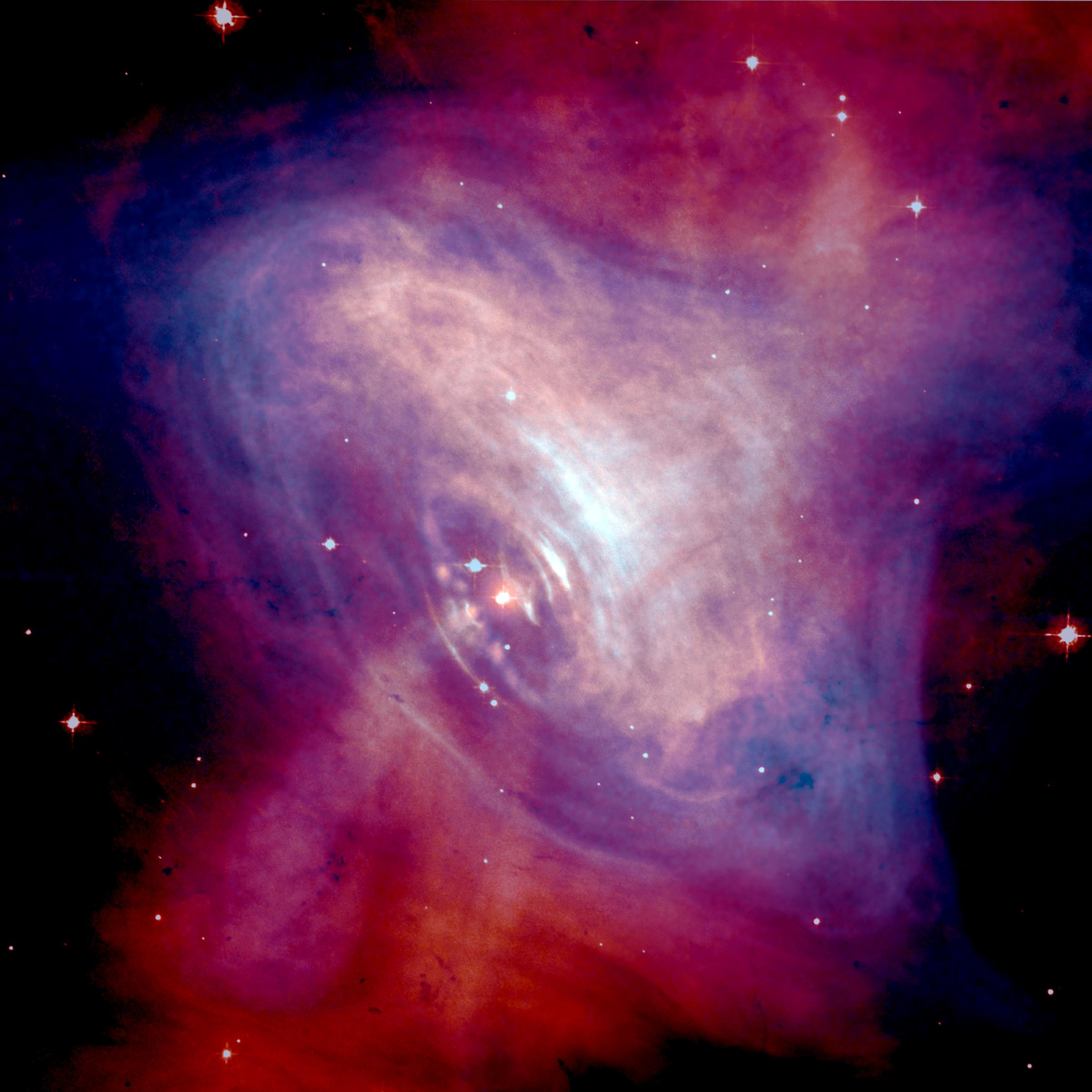
Figura 6. Imagem da Nebulosa do Caranguejo, que é uma combinação de imagens de raios X e ópticas. No centro da nebulosa encontra-se uma estrela de neutrões que roda rapidamente e que possui uma massa que é uma vez e meia a massa do Sol, mas com um diâmetro de apenas 25 km. O teorema da equipartição permite fazer previsões sobre as propriedades de dito tipo de estrelas de neutrões.

A equipartição foi utilizada acima para derivar a lei dos gases ideais clássica a partir dos conceitos da mecânica newtoniana. No entanto, os efeitos relativísticos tornam-se mais dominantes em alguns sistemas, como é o caso das anãs brancas e das estrelas de neutrões, e como tal, as equações dos gases ideais devem ser modificadas. O teorema da equipartição oferece uma forma útil para derivar as leis para um gás ideal em casos relativísticos extremos. Nestes casos, a energia cinética de uma partícula relativística é dada pela fórmula:
{\displaystyle H^{\mathrm {kin} }\approx cp=c{\sqrt {p_{x}^{2}+p_{y}^{2}+p_{z}^{2}}}.}
Realizando a derivada de H em relação à componente px do momento, obtém-se a fórmula:
{\displaystyle p_{x}{\frac {\partial H^{\mathrm {kin} }}{\partial p_{x}}}=c{\frac {p_{x}^{2}}{\sqrt {p_{x}^{2}+p_{y}^{2}+p_{z}^{2}}}}}
e de forma similar para os componentes py e pz. Somando os três componentes, resulta:
{\displaystyle {\begin{aligned}\langle H^{\mathrm {kin} }\rangle &={\biggl \langle }c{\frac {p_{x}^{2}+p_{y}^{2}+p_{z}^{2}}{\sqrt {p_{x}^{2}+p_{y}^{2}+p_{z}^{2}}}}{\biggr \rangle }\\&={\Bigl \langle }p_{x}{\frac {\partial H^{\mathrm {kin} }}{\partial p_{x}}}{\Bigr \rangle }+{\Bigl \langle }p_{y}{\frac {\partial H^{\mathrm {kin} }}{\partial p_{y}}}{\Bigr \rangle }+{\Bigl \langle }p_{z}{\frac {\partial H^{\mathrm {kin} }}{\partial p_{z}}}{\Bigr \rangle }\\&=3k_{B}T\end{aligned}}}
onde a última igualdade surge da aplicação da fórmula de equipartição. Portanto, a energia total média de um gás em casos relativísticos extremos, é o dobro do que acontece num caso não relativístico: para N partículas é 3 N kBT.

### Gases não ideais
Num gás ideal, supõe-se que as partículas interagem somente mediante colisão. O teorema da equipartição pode ser utilizado para obter a energia e pressão de "gases não ideais", nos quais as partículas também interagem entre si mediante forças conservativas cujo potencial U(r) depende somente da distância r entre as partículas.  Esta situação pode ser descrita analisando primeiro o caso de uma só partícula de gás, e aproximando para o resto do gás através de uma distribuição simétrica esférica. É então costume introduzir o conceito de uma função distribuição radial g(r) tal que a densidade de probabilidade de encontrar outra partícula a uma distância r da partícula seja 4πr²ρ g(r), onde ρ=N/V é a densidade média do gás. De onde se deduz que a energia potencial média associada à interacção da partícula sob estudo, com o resto do gás, é:
{\displaystyle \langle h^{\mathrm {pot} }\rangle =\int _{0}^{\infty }4\pi r^{2}\rho U(r)g(r)\,dr.}
A energia potencial total média de um gás é portanto {\displaystyle \langle H^{pot}\rangle ={\tfrac {1}{2}}N\langle h^{\mathrm {pot} }\rangle }, onde N é o número de partículas do gás, e o factor ½ é necessário porque a soma sobre todas as partículas conta cada interacção duas vezes. Somando as energias cinética e potencial, logo aplicando a equipartição, obtém-se a  equação de energia:
{\displaystyle H=\langle H^{\mathrm {kin} }\rangle +\langle H^{\mathrm {pot} }\rangle ={\frac {3}{2}}Nk_{B}T+2\pi N\rho \int _{0}^{\infty }r^{2}U(r)g(r)\,dr.}
Um argumento similar, pode ser usado para derivar a equação de pressão
{\displaystyle 3Nk_{B}T=3PV+2\pi N\rho \int _{0}^{\infty }r^{3}U'(r)g(r)\,dr.}

### Osciladores não harmónicos
Um oscilador não harmónico (diferentemente de um oscilador harmónico simples) é aquele em que a energia potencial não é quadrática relativamente à posição q (a posição generalizada que mede o desvio do sistema em relação ao equilíbrio). Este tipo de osciladores apresentam um ponto de vista complementar sobre o teorema da equipartição. Simples exemplos são providenciados por funções de energia potencial sob a forma:
{\displaystyle H^{\mathrm {pot} }=Cq^{s},\,}
onde C e s são constantes reais arbitrárias. Nestes casos, a lei da equipartição prediz que:
{\displaystyle k_{B}T={\Bigl \langle }q{\frac {\partial H^{\mathrm {pot} }}{\partial q}}{\Bigr \rangle }=\langle q\cdot sCq^{s-1}\rangle =\langle sCq^{s}\rangle =s\langle H^{\mathrm {pot} }\rangle .}
Portanto, a energia potencial média é kBT/s, e não kBT/2 como no caso de um oscilador harmónico quadrático (onde s=2).
De forma mais geral, uma típica função de energia de um sistema unidimensional apresenta uma expansão de Taylor na variável  q:
{\displaystyle H^{\mathrm {pot} }=\sum _{n=2}^{\infty }C_{n}q^{n}}
para valores não negativos de inteiros n. Não existe termo n=1, porque no ponto de equilíbrio, não existe força líquida e então a primeira derivada da energia é zero. Não é necessário incluir o termo n=0, dado que a energia na posição de equilíbrio pode ser definida como zero, por convenção. Neste caso, a lei da equipartição prediz que:
{\displaystyle k_{B}T={\Bigl \langle }q{\frac {\partial H^{\mathrm {pot} }}{\partial q}}{\Bigr \rangle }=\sum _{n=2}^{\infty }\langle q\cdot nC_{n}q^{n-1}\rangle =\sum _{n=2}^{\infty }nC_{n}\langle q^{n}\rangle .}
Em contraposição com os outros exemplos mostrados aqui, a fórmula de equipartição
{\displaystyle \langle H^{\mathrm {pot} }\rangle ={\frac {1}{2}}k_{B}T-\sum _{n=3}^{\infty }\left({\frac {n-2}{2}}\right)C_{n}\langle q^{n}\rangle }
não permite escrever a energia potencial média em termos de constantes conhecidas.

### Movimento browniano

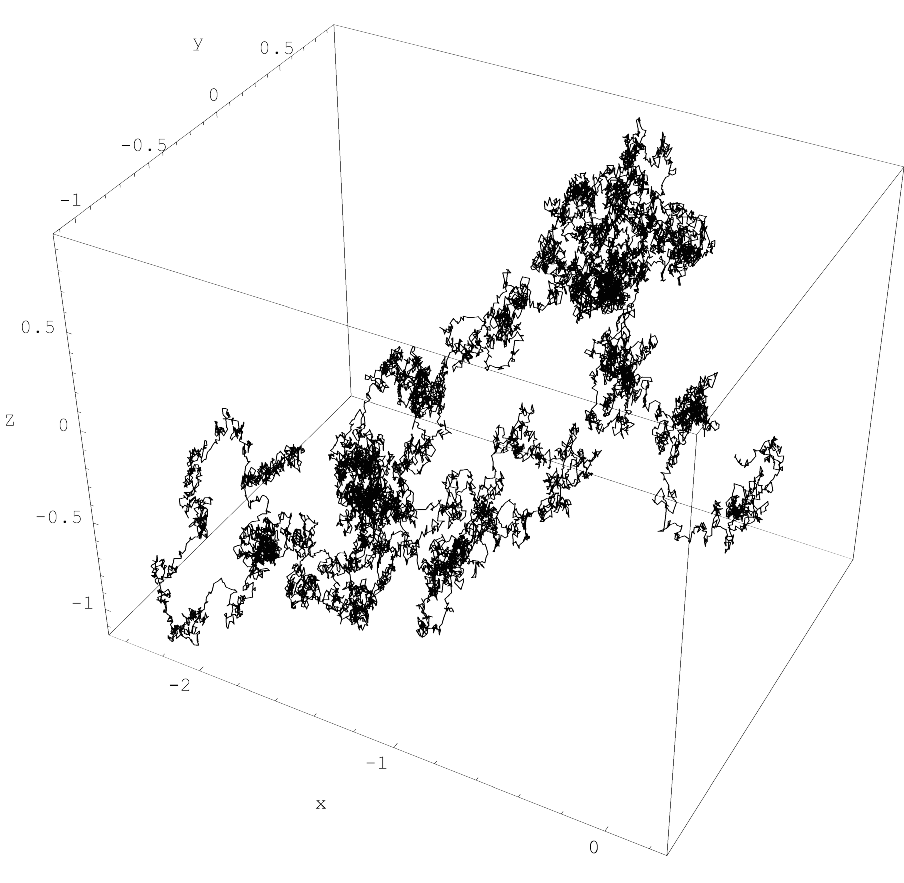
Figura 7. Típico movimento browniano de uma partícula em três dimensões.

O teorema da equipartição pode ser utilizado para obter o movimento browniano de uma partícula a partir da equação de Langevin.  De acordo com esta equação, o movimento de uma partícula de massa m com velocidade v é governado pela segunda lei de Newton:
{\displaystyle {\frac {d\mathbf {v} }{dt}}={\frac {1}{m}}\mathbf {F} =-{\frac {\mathbf {v} }{\tau }}+{\frac {1}{m}}\mathbf {F} ^{\mathrm {aleatoria} },}
onde Faleatória é uma força aleatória que representa os choques aleatórios entre a partícula e as moléculas que a rodeiam, e onde a constante de tempo τ reflecte a força de arrasto que se opõe ao movimento da partícula através da solução. A força de arrasto é escrita geralmente como: Farrasto = - γv; portanto, a constante de tempo τ é igual a m/γ.
Realizando o produto escalar desta equação com o vector posição r, depois de tomada a média, resulta na equação:
{\displaystyle {\Bigl \langle }\mathbf {r} \cdot {\frac {d\mathbf {v} }{dt}}{\Bigr \rangle }+{\frac {1}{\tau }}\langle \mathbf {r} \cdot \mathbf {v} \rangle =0}
para o movimento browniano (dado que a força aleatória Faleatória não está correlacionada com a posição r). Utilizando identidades matemáticas, resulta:
{\displaystyle {\frac {d}{dt}}\left(\mathbf {r} \cdot \mathbf {r} \right)={\frac {d}{dt}}\left(r^{2}\right)=2\left(\mathbf {r} \cdot \mathbf {v} \right)}
e
{\displaystyle {\frac {d}{dt}}\left(\mathbf {r} \cdot \mathbf {v} \right)=v^{2}+\mathbf {r} \cdot {\frac {d\mathbf {v} }{dt}},}
a equação básica do movimento browniano pode-se transformar em:
{\displaystyle {\frac {d^{2}}{dt^{2}}}\langle r^{2}\rangle +{\frac {1}{\tau }}{\frac {d}{dt}}\langle r^{2}\rangle =2\langle v^{2}\rangle ={\frac {6}{m}}k_{B}T,}
onde a última igualdade do teorema da equipartição para a energia cinética de translação é:
{\displaystyle \langle H^{\mathrm {kin} }\rangle ={\Bigl \langle }{\frac {p^{2}}{2m}}{\Bigr \rangle }=\langle {\tfrac {1}{2}}mv^{2}\rangle ={\tfrac {3}{2}}k_{B}T.}
Esta equação diferencial para  {\displaystyle \langle r^{2}\rangle } (com condições iniciais apropriadas) possui uma solução exacta:
{\displaystyle \langle r^{2}\rangle ={\frac {6k_{B}T\tau ^{2}}{m}}\left(e^{-t/\tau }-1+{\frac {t}{\tau }}\right).}
Em escalas de tempo relativamente curtas, com t << τ, a partícula se comporta como uma partícula com movimento livre: um desenvolvimento em série de Taylor da função exponencial, a distância ao quadrado cresce aproximadamente de forma quadrática:
{\displaystyle \langle r^{2}\rangle \approx {\frac {3k_{B}T}{m}}t^{2}=\langle v^{2}\rangle t^{2}.}
No entanto, em escalas de tempo longas, com t >> τ, os termos exponenciais e constante são desprezíveis, e a distância quadrática cresce somente de maneira linear:
{\displaystyle \langle r^{2}\rangle \approx {\frac {6k_{B}T\tau }{m}}t=6\gamma k_{B}Tt.}
Isto descreve a difusão de uma partícula ao longo do tempo. Uma equação análoga para a difusão rotacional de uma molécula rígida pode ser obtida de maneira semelhante.

### Física estelar

Figura 8. A equipartição permite fazer estimativas da temperatura do núcleo solar.

O teorema da equipartição e o teorema do virial têm sido muito utilizados como ferramentas da astrofísica. Por exemplo, o teorema do virial pode ser utilizado para estimar a temperatura de uma estrela ou o limite de Chandrasekhar em relação à massa de estrelas anãs brancas.
A temperatura média de uma estrela pode ser estimada utilizando o teorema da equipartição. Dado que muitas estrelas possuem simetria esférica, a energia potencial gravitacional total pode-se obter mediante integração:
{\displaystyle H_{\mathrm {tot} }^{\mathrm {grav} }=-\int _{0}^{R}{\frac {4\pi r^{2}G}{r}}M(r)\,\rho (r)\,dr,}
onde M(r) é a massa contida dentro do rádio r e ρ(r) é a densidade estelar no raio r; G representa a constante gravitacional universal e R o raio total da estrela. Se se assumir que a estrela possui uma densidade constante em todo os pontos, a integração desta expressão resulta na fórmula:
{\displaystyle H_{\mathrm {tot} }^{\mathrm {grav} }=-{\frac {3GM^{2}}{5R}},}
onde M é a massa total da estrela. Portanto, a energia potencial média de uma partícula unitária é:
{\displaystyle \langle H^{\mathrm {grav} }\rangle ={\frac {H_{\mathrm {tot} }^{\mathrm {grav} }}{N}}=-{\frac {3GM^{2}}{5RN}},}
onde N é o número de partículas na estrela. Dado que a maioria das estrelas é composta de hidrogénio ionizado, N é aproximadamente (M/mp), onde mp é a massa de um protão. Aplicando o teorema da equipartição é possível estimar a temperatura da estrela:
{\displaystyle {\Bigl \langle }r{\frac {\partial H^{\mathrm {grav} }}{\partial r}}{\Bigr \rangle }=\langle -H^{\mathrm {grav} }\rangle =k_{B}T={\frac {3GM^{2}}{5RN}}.}
Substituindo a massa e o raio do Sol, obtém-se uma estimativa da temperatura solar de T = 14 milhões Kelvin, muito próxima à temperatura do seu núcleo que é de 15 milhões Kelvin. No entanto, o Sol é muito mais complexo do que o que se supõe neste modelo — tanta a sua temperatura como a sua  densidade variam fortemente com o raio — e o pequeno erro de aproximação de ≈7% é em parte fortuito.

### Formação estelar
As mesmas fórmulas podem ser aplicadas para calcular as condições para a formação estelar numa nuvem molecular gigante. Uma flutuação local na densidade de tal nuvem pode conduzir a uma condição instável, provocando que a nuvem colapse sobre si mesma por efeito da sua própria gravidade. Tal colapso ocorre quando o teorema da equipartição — ou, de forma equivalente, o teorema do virial — deixam de ser válidos quando a energia potencial gravitacional é mais do dobro da energia cinética:
{\displaystyle {\frac {3GM^{2}}{5R}}>3Nk_{B}T}
Supondo uma densidade constante ρ na nuvem:
{\displaystyle M={\frac {4}{3}}\pi R^{3}\rho }
resulta na massa mínima para a contracção estelar, a massa de Jeans MJ:
{\displaystyle M_{J}^{2}=\left({\frac {5k_{B}T}{Gm_{p}}}\right)^{3}\left({\frac {3}{4\pi \rho }}\right)}
Substituindo pelos valores tipicamente observados em tais nuvens (T=150 K, ρ = 2×10−16 g/cm³) obtém-se que a massa mínima tem o valor de cerca de 17 massas solares, o qual é consistente com a informação recolhida mediante observação do processo de formação estelar. Este efeito é conhecido como  instabilidade de Jeans, em honra ao físico britânico James Hopwood Jeans que o publicou em 1902.

## Derivações

### Energia cinética e a distribuição de Maxwell-Boltzmann
A formulação original do teorema da equipartição estabelece que, em todo o sistema físico em equilíbrio térmico, cada partícula possui exactamente a mesma energia cinética média, (3/2)kBT. Isto pode ser mostrado utilizando a distribuição de Maxwell-Boltzmann (ver Figura 2), que é a distribuição de probabilidade:
{\displaystyle f(v)=4\pi \left({\frac {m}{2\pi k_{B}T}}\right)^{3/2}\!\!v^{2}\exp {\Bigl (}{\frac {-mv^{2}}{2k_{B}T}}{\Bigr )}}
para a velocidade de uma partícula de massa m no sistema, onde a velocidade v é a magnitude {\displaystyle {\sqrt {v_{x}^{2}+v_{y}^{2}+v_{z}^{2}}}} do vector velocidade {\displaystyle \mathbf {v} =(v_{x},v_{y},v_{z})}.
A distribuição de Maxwell–Boltzmann aplica-se a todos os sistemas composto de átomos, e somente supõe um conjunto canónico, especificamente, que as energias cinéticas estejam distribuídas de acordo com o seu factor de Boltzmann a uma temperatura T. A energia cinética média de uma partícula de massa m é dada pela fórmula integral:
{\displaystyle \langle H^{\mathrm {kin} }\rangle =\langle {\tfrac {1}{2}}mv^{2}\rangle =\int _{0}^{\infty }{\tfrac {1}{2}}mv^{2}\ f(v)\ dv={\tfrac {3}{2}}k_{B}T,}
de acordo com o requerido pelo teorema da equipartição. O mesmo resultado pode ser obtido calculando a média da energia da partícula, usando a probabilidade de encontrar a partícula num certo estado de energia quântica.

### Energias quadráticas e a função de partição
Mais geralmente, o teorema da equipartição indica que qualquer grau de liberdade x que participa na energia total H unicamente como um termo quadrático simples Ax², onde A é uma constante, possui uma energia média ½kBT em equilíbrio térmico. Neste caso, o teorema da equipartição pode obter-se a partir da função partição Z(β), onde β=1/(kBT) é a temperatura inversa canónica. Se se integrar sobre a variável x obtém-se o factor:
{\displaystyle Z_{x}=\int _{-\infty }^{\infty }dx\ e^{-\beta Ax^{2}}={\sqrt {\frac {\pi }{\beta A}}},}
na fórmula de Z. A energia média associada a este factor é dada por:
{\displaystyle \langle H_{x}\rangle =-{\frac {\partial \log Z_{x}}{\partial \beta }}={\frac {1}{2\beta }}={\frac {1}{2}}k_{B}T}
como estabelece o teorema da equipartição.

### Demonstrações gerais
A dedução do teorema geral da equipartição é apresentado em numerosos livros de mecânica estatística, tanto para o conjunto microcanónico como para o conjunto canónico.
A dedução envolve realizar médias sobre o espaço de fase do sistema, que é uma variedade simplética.
Para explicar estas derivações, a seguinte notação é introduzida. Em primeiro lugar, o espaço de fase é descrito mediante as suas coordenadas de posição generalizadas qj juntamente com os seus momentos conjugados pj. As variáveis qj descrevem completamente a configuração do sistema, enquanto que as variáveis (qj,pj) descrevem completamente o seu estado físico.
Em segundo lugar, introduz-se o conceito de volume infinitesimal do espaço de fases:
{\displaystyle d\Gamma =\prod _{i}dq_{i}dp_{i}}
e utilizado para definir o volume Γ(E, ΔE) da porção do espaço de fase onde a energia H do sistema se encontra entre os valores, E e E+ΔE:
{\displaystyle \Gamma (E,\Delta E)=\int _{H\in \left[E,E+\Delta E\right]}d\Gamma .}
Nesta expressão, ΔE é assumido como sendo muito pequeno, ΔE<<E. De forma similar, define-se  Σ(E) como o volume total do espaço de fase no qual a energia é menor que E:
{\displaystyle \Sigma (E)=\int _{H<E}d\Gamma .}
Como ΔE é muito pequeno, as seguintes integrações são equivalentes:
{\displaystyle \int _{H\in \left[E,E+\Delta E\right]}\ldots d\Gamma =\Delta E{\frac {\partial }{\partial E}}\int _{H<E}\ldots d\Gamma ,}
A partir disto, segue que Γ é proporcional a ΔE:
{\displaystyle \Gamma =\Delta E\ {\frac {\partial \Sigma }{\partial E}}=\Delta E\ \rho (E),}
onde ρ(E) é a densidade dos estados.  Utilizando as definições usuais de mecânica estatística, a entropia S é kB log Σ(E), e a  temperatura T é definida por:
{\displaystyle {\frac {1}{T}}={\frac {\partial S}{\partial E}}=k_{b}{\frac {\partial \log \Sigma }{\partial E}}=k_{b}{\frac {1}{\Sigma }}\,{\frac {\partial \Sigma }{\partial E}}.}

#### O conjunto canónico
No conjunto canónico, o sistema encontra-se em equilíbrio térmico com um banho térmico infinito a uma temperatura T (em Kelvin). A probabilidade de cada estado no espaço de fase é dada pelo factor de Boltzmann multiplicado por um factor de normalização {\displaystyle {\mathcal {N}}}, escolhido de maneira a que a suma das probabilidades tenha o valor unitário.
{\displaystyle {\mathcal {N}}\int e^{-\beta H(p,q)}d\Gamma =1,}
onde β = 1/kBT. Una integração por partes para uma variável do espaço de fase xk (que pode ser qk ou pk) entre dois limites  a e b resulta na equação:
{\displaystyle {\mathcal {N}}\int \left[e^{-\beta H(p,q)}x_{k}\right]_{x_{k}=a}^{x_{k}=b}d\Gamma _{k}+{\mathcal {N}}\int e^{-\beta H(p,q)}x_{k}\beta {\frac {\partial H}{\partial x_{k}}}d\Gamma =1,}
onde dΓk = dΓ/dxk, i.e., a primeira integração não se realiza sobre xk. O primeiro termo é geralmente igual a zero, tanto porque xk é zero nos limites ou porque a energia tende a infinito nesses limites. Neste caso, o teorema da equipartição para o conjunto canónico é portanto:
{\displaystyle {\mathcal {N}}\int e^{-\beta H(p,q)}x_{k}{\frac {\partial H}{\partial x_{k}}}\,d\Gamma ={\Bigl \langle }x_{k}{\frac {\partial H}{\partial x_{k}}}{\Bigr \rangle }={\frac {1}{\beta }}=k_{B}T.}
Aqui, a média representado por {\displaystyle \langle \ldots \rangle } é a média do conjunto tomada sobre conjunto canónico.

#### Oconjunto microcanónico
No caso do conjunto microcanónico, o sistema está isolado do resto do universo, ou pelo menos acoplado de forma muito débil com ele. Portanto, a sua energia total é efectivamente constante; ou seja, diz-se que a energia total H está confinada entre E e E+ΔE. Para uma dada energia E e  diferencial ΔE, existe uma região do espaço de fase Γ na qual o sistema possui esta energia, e onde a probabilidade de cada estado nessa região do espaço de fase é igual, pela definição do conjunto microcanónico. De acordo com estas definições, a média de equipartição das variável de espaço de fase xm (que tanto podem ser qkou pk) e xn, é dada por:
{\displaystyle {\begin{aligned}{\Bigl \langle }x_{m}{\frac {\partial H}{\partial x_{n}}}{\Bigr \rangle }&={\frac {1}{\Gamma }}\,\int _{H\in \left[E,E+\Delta E\right]}x_{m}{\frac {\partial H}{\partial x_{n}}}\,d\Gamma \\&={\frac {\Delta E}{\Gamma }}\,{\frac {\partial }{\partial E}}\int _{H<E}x_{m}{\frac {\partial H}{\partial x_{n}}}\,d\Gamma \\&={\frac {1}{\rho }}\,{\frac {\partial }{\partial E}}\int _{H<E}x_{m}{\frac {\partial \left(H-E\right)}{\partial x_{n}}}\,d\Gamma ,\end{aligned}}}
onde a última igualdade é possível porque E é uma constante que não depende de xn. Integrando por partes, obtém-se a relação:
{\displaystyle {\begin{aligned}\int _{H<E}x_{m}{\frac {\partial (H-E)}{\partial x_{n}}}\,d\Gamma &=\int _{H<E}{\frac {\partial }{\partial x_{n}}}{\bigl (}x_{m}(H-E){\bigr )}\,d\Gamma -\int _{H<E}\delta _{mn}(H-E)d\Gamma \\&=\delta _{mn}\int _{H<E}(E-H)\,d\Gamma ,\end{aligned}}}
dado que o primeiro termo do lado direito da primeira linha é zero (pode ser reescrito como um integral de H - E sobre a hipersuperfície onde H = E).
Substituição deste resultado na equação prévia, resulta em:
{\displaystyle {\Bigl \langle }x_{m}{\frac {\partial H}{\partial x_{n}}}{\Bigr \rangle }=\delta _{mn}{\frac {1}{\rho }}\,{\frac {\partial }{\partial E}}\int _{H<E}\left(E-H\right)\,d\Gamma =\delta _{mn}{\frac {1}{\rho }}\,\int _{H<E}\,d\Gamma =\delta _{mn}{\frac {\Sigma }{\rho }}.}
Como {\displaystyle \rho ={\frac {\partial \Sigma }{\partial E}}} o teorema da equipartição é:
{\displaystyle {\Bigl \langle }x_{m}{\frac {\partial H}{\partial x_{n}}}{\Bigr \rangle }=\delta _{mn}{\Bigl (}{\frac {1}{\Sigma }}{\frac {\partial \Sigma }{\partial E}}{\Bigr )}^{-1}=\delta _{mn}{\Bigl (}{\frac {\partial \log \Sigma }{\partial E}}{\Bigr )}^{-1}=\delta _{mn}k_{B}T.}
Portanto, obteve-se Formulação geral do teorema da equipartição
{\displaystyle \!{\Bigl \langle }x_{m}{\frac {\partial H}{\partial x_{n}}}{\Bigr \rangle }=\delta _{mn}k_{B}T,}
que foi tão útil nas aplicações descritas previamente.

## Limitações

### Requerimentos de ergodicidade

A energia não é compartilhada entre os vários modos normais num sistema isolado de osciladores harmónicos idealmente acoplados; a energia em cada modo é constante e independente da energia nos outros modos. Portanto, o teorema da equipartição não se cumpre para tal sistema no conjunto microcanónico (quando isolado), apesar de que a equipartição se cumpra no conjunto canónico (quando acoplado a um banho térmico). No entanto, se se incorporar um acoplamento suficientemente forte entre os modos, a energia será compartilhada e a equipartição é satisfeita em ambos os conjuntos.

A lei da equipartição apenas é aplicável em sistemas ergódicos em equilíbrio térmico, o que implica que todos os estados com a mesma energia devem ter uma igual probabilidade de serem activados. Portanto, deve ser possível intercambiar energia entre todas as formas existentes num sistema, ou com um banho térmico externo no conjunto canónico. O número de sistemas físicos em que demonstrou de forma rigorosa serem ergódicos é diminuto; um exemplo famoso é o do sistema de esferas duras de Yakov Sinai. Têm-se estudado os requerimentos para que sistemas isolados assegurem a ergodicidade, e portanto a equipartição. Estes estudos têm motivado o desenvolvimento da teoria do caos de sistemas dinâmicos. Um sistema hamiltoniano caótico não necessita ser ergódico, apesar de que, geralmente, essa seja uma boa suposição.
Um contra exemplo, muitas vezes citado, onde a energia não é compartilhada entre as suas várias formas e no qual a equipartição não é aplicável no caso dos conjuntos microcanónicos é o caso dos sistemas de osciladores harmónicos acoplados. Se o sistema está isolado do resto da sua vizinhança, a energia em cada modo normal é constante; a energia não se transfere entre os distintos modos. Portanto, a equipartição não é satisfeita em tal sistema; a quantidade de energia em cada modo normal permanece fixa no seu valor inicial.
Se existem termos não lineares suficientemente importantes na função de energia, então a energia será transferida entre os modos normais, dando lugar a ergodicidade e fazendo que a lei de equipartição seja válida. No entanto, o teorema Kolmogorov–Arnold–Moser estabelece que a energia não será trocada a menos que existam perturbações não lineares suficientemente fortes; se as mesmas forem muito pequenas, a energia permanecerá armadilhada em pelo menos alguns dos modos.

### Falha devido a efeitos quânticos

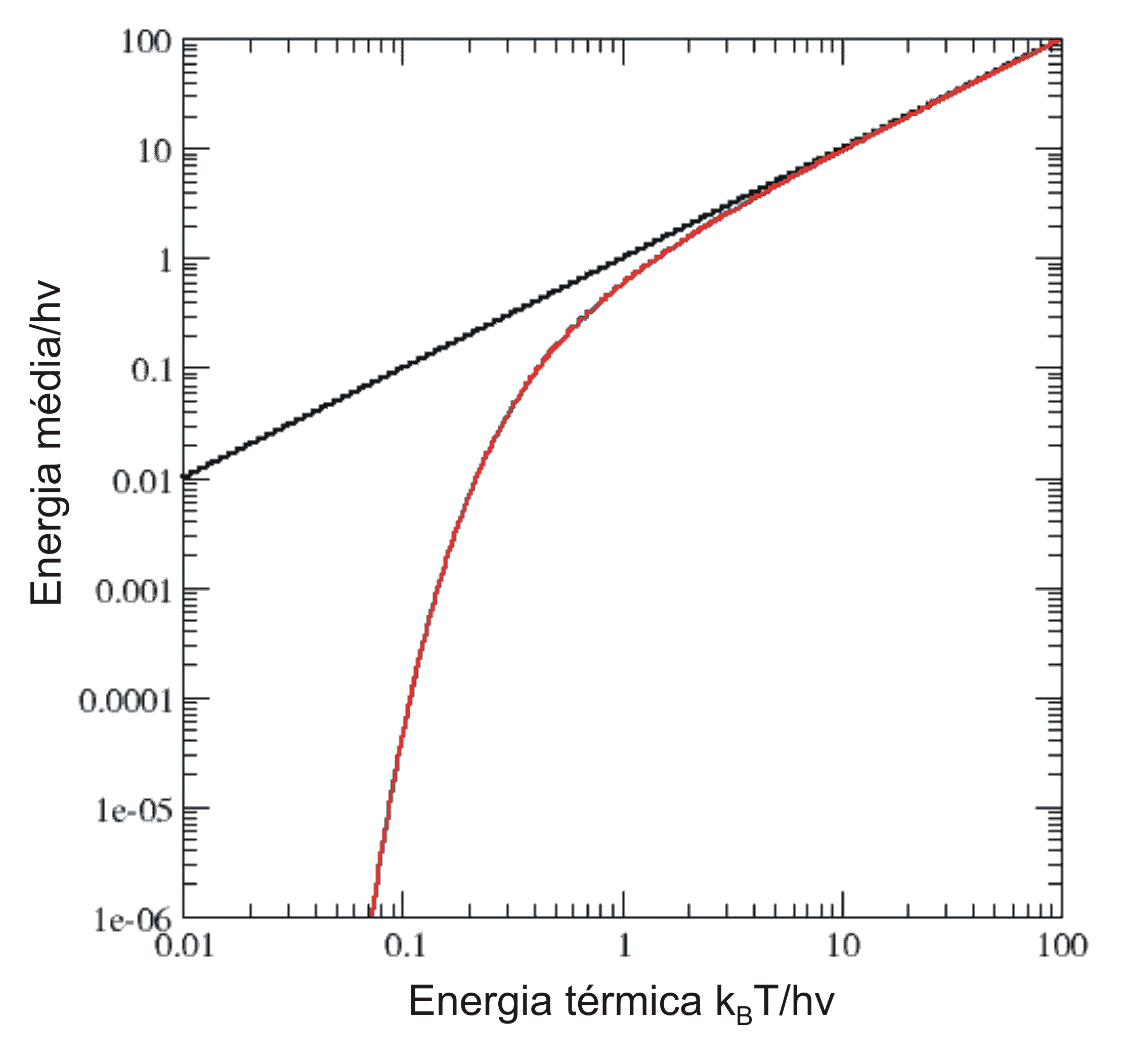
Diagrama da energia média de um oscilador harmónico quântico (a vermelho) em função da temperatura. Para efeitos de comparação, mostram-se, a negro, os valores obtidos mediante o teorema da equipartição. A altas temperaturas, os dois coincidem quase perfeitamente, mas a baixas temperaturas, quando k_{B}T << hν, o valor do sistema mecânico quântico diminui muito mais rapidamente. Isto resolve o problema da catástrofe ultravioleta: para uma dada temperatura, a energia nos modos de alta frequência (onde hν >> k_{B}T) é praticamente zero.

A lei da equipartição deixa de ser efectiva quando a energia térmica kBT é significativamente menor que o espaçamento entre os níveis de energia quântica. A equipartição não é efectiva nessas circunstâncias porque é uma aproximação fraca supor que os níveis de energia formam um continuum suave, condição requerida nas derivações do teorema de equipartição. Historicamente, as falhas do teorema da equipartição clássico, para explicar as capacidades térmicas e a radiação do corpo negro foram essenciais para mostrar a necessidade de se avançar com uma nova teoria para a matéria e para a radiação, nomeadamente a mecânica quântica e a teoria quântica de campos.
Como exemplo da falha da equipartição, pode-se analisar a energia média de um oscilador harmónico quântico, analisado anteriormente para o caso clássico. Os seus níveis de energia quânticos são En = nhν, onde h é a constante de Planck, ν é a frequência fundamental do oscilador, e n é um número inteiro. A probabilidade de que um dado nível de energia esteja ocupado no conjunto canónico é dada pelo seu factor de Boltzmann:
{\displaystyle P(E_{n})={\frac {e^{-n\beta h\nu }}{Z}},}
onde β = 1/kBT e o denominador Z é a função partição, neste caso uma série geométrica
{\displaystyle Z=\sum _{n=0}^{\infty }e^{-n\beta h\nu }={\frac {1}{1-e^{-\beta h\nu }}}.}
A sua energia média é:
{\displaystyle \langle H\rangle =\sum _{n=0}^{\infty }E_{n}P(E_{n})={\frac {1}{Z}}\sum _{n=0}^{\infty }nh\nu \ e^{-n\beta h\nu }=-{\frac {1}{Z}}{\frac {\partial Z}{\partial \beta }}=-{\frac {\partial \log Z}{\partial \beta }}.}
Substituindo a fórmula para Z, obtém-se o resultado final
{\displaystyle \langle H\rangle =h\nu {\frac {e^{-\beta h\nu }}{1-e^{-\beta h\nu }}}.}
A altas temperaturas, quando a energia térmica kBT é muito maior que o espaçamento hν entre níveis de energia, o argumento exponencial βhν é muito menor que um e a energia média é kBT, o que está de acordo com o teorema da equipartição (Figura 10). No entanto, a baixas temperaturas, quando hν >> kBT, a energia média cai a zero — os níveis de energia de altas frequências encontram-se "congelados" (Figura 10). Outro exemplo é o caso dos estados electrónicos excitados de um átomo de hidrogénio que não contribuem para a sua capacidade térmica, quando em estado gasoso e a temperatura ambiente, porque a energia térmica kBT (aproximadamente 0.025 eV) é muito menor que o espaçamento entre o nível de energia electrónico inferior e o próximo nível de energia electrónico (aproximadamente 10 eV).
Considerações similares aplicam-se sempre que o espaçamento dos níveis de energia é muito maior que a energia térmica. Por exemplo, este raciocínio foi utilizado por Albert Einstein para resolver a questão da catástrofe ultravioleta da radiação de corpo negro. O paradoxo acontece porque existe um número infinito de modos independentes num campo electromagnético no caso de um recipiente fechado, cada um dos quais podendo ser analisado como um oscilador harmónico. Se cada modo electromagnético tivesse uma energia média kBT, então a energia total contida no recipiente seria infinita. No entanto, pelas razões expostas previamente, a energia média nos modos de alto ω tendem a zero quando ω tende para infinito. Para mais, a lei de Plank para radiação de corpo negro, que descreve a distribuição experimental da energia nos distintos modos, satisfaz o mesmo raciocínio.
Outros efeitos quânticos mais subtis podem levar a correcções à equipartição, tais como os casos de partículas idênticas e de simetrias continuas.  Os efeitos de partículas idênticas podem ser dominantes a muito altas densidades e baixas temperaturas. Por exemplo, os electrões de valência num metal podem ter uma energia cinética média de alguns electrão-volt, o que normalmente corresponderia a uma temperatura de dezenas de milhar de graus Kelvin. Em tal estado, no qual a densidade é suficientemente elevada para que o princípio de exclusão de Pauli invalide o modelo clássico, é denominado de gás degenerado de fermiões. Tais gases são importantes para entender as estruturas das anãs brancas e estrelas de neutrões. A baixas temperaturas, pode-se formar um análogo fermiónico do Condensado de Bose-Einstein (no qual uma grande quantidade de partícula idênticas ocupam o nível de energia mais baixo); estes electrões com superfluidez são os responsáveis pela supercondutividade.